# RECOJO
RECOJO（れこじょ）は、2016年に結成され2018年に解散した日本の女性アイドルグループである。ポップス、歌謡曲、EDM、シティポップ、ロック、ファンクなど様々な音楽ジャンルを歌っている。

## 概要
作詞家zoppが初めて総合プロデュースしたアイドルである。メンバーはzoppが企画した『レコーディング女子』に参加者から選出された。現在メンバーは3名だが、規定人数は決まっておらず増減する。グループ名の由来は『レコーディング女子』の略称であり、スペイン語で「集まる、拾う」という意味もある。

## 略歴

### 2016年
- 11月3日、Debut Live「拾われたダイヤの原石たち」（青山 月見ル君想フ）Live限定Single CD「青いままで / Live Love Laugh」発売。
- 11月3日、「拾われたダイヤの原石たち2」（青山 月見ル君想フ）
- 12月9日、「拾われたダイヤの原石たち3」（西麻布新世界）
- 12月20日、「拾われたダイヤの原石たち4」（青山RizM）

### 2017年
- 1月19日、デビューMV「革命前夜LOVE」がYouTubeにて公開される。マックスむらいやROOT FIVEのkoma'nが共演。監督は加藤マニ [2]。
- 1月21日、渋谷にてメンバー全員がドナルド・トランプのマスクを被ってゲリラライブ[3]。
- 1月22日、原宿にてメンバー全員がドナルド・トランプのマスクを被ってゲリラライブ[3]。
- 1月29日、「拾われたダイヤの原石たち5」（下北沢ReG）
- 2月13日、「拾われたダイヤの原石たち6」（吉祥寺PlanetK）
- 2月22日、「拾われたダイヤの原石たち7」（吉祥寺PlanetK）
- 2月28日、2nd MV「リップラインボブ」がYouTubeにて公開される。監督はプロデューサーでもあるzoppが務め、全編iPhoneで撮影されている [4]。
- 3月14日、3rd MV「僕らは希望が消えた街で愛を見つけた」がYouTubeにて公開される[5]。
- 4月1日、4th MV「燃えよOTOME」がYouTubeにて公開される [6]。
- 4月11日、「選ばれしダイヤの原石たち Vo.1」（青山RizM）
- 5月15日、「選ばれしダイヤの原石たち Vo.2」（青山RizM）
- 5月26日、6th MV「イチカバチカ」が公開される。
- 6月8日、「選ばれしダイヤの原石たち Vo.3」（青山RizM）
- 6月30日、6th MV「Shangri-Love」が公開される。
- 7月3日、「選ばれしダイヤの原石たち Vo.4」（青山RizM）
- 7月28日、7th MV「アバンギャルドは輪廻する」が公開される。
- 8月4日、「TOKYO IDOL FESTIVAL 2017」出演。世界最大規模のアイドルフェスであるTIFに、デビュー1年目での出演は異例中の異例と言える。
- 8月15日、「選ばれしダイヤの原石たち Vo.5」（青山RizM）
- 8月25日、8th MV「Shooting Star」が公開される。
- 8月30日、「SHIBUYA MUSIC POWER」～選ばれしネ申ユニットLIVE編vol.20記念公演編～（渋谷WWW）※対バン
- 9月20日、「選ばれしダイヤの原石たち Vol.6」（青山RizM）
- 10月7日、「イチカバチカ」が「ランク王国」（TBS）のエンディング曲になる。
- 11月3日、「ONE YEAR ANNIVERSARY LIVE 選ばれしダイヤの原石たち Vol.7」（恵比寿天窓Switch）
- 11月29日、「選ばれしダイヤの原石たち Vol.8」（青山RizM）
- 12月10日、「Shooting Star」が「ねばトン！」（TOKYO MX）のエンディング曲になる。
- 12月20日、「選ばれしダイヤの原石たち Vol.9」（青山RizM）

### 2018年
- 1月3日、「ニューイヤープレミアムパーティー」の”じゃんけんの乱”にて優勝し、Zepp Tokyoで初パフォーマンス。（Zepp Tokyo）
- 1月7日、「選ばれしダイヤの原石たち Vol.10」（青山RizM）
- 1月11日、「Shibuya MUSIC Power」（WWW X）
- 1月29日、「asia SUPER LIVE 1月スペシャル公演編vol.2」（クラブエイジア）
- 2月13日、「選ばれしダイヤの原石たち Vol.11〜バレバレンタインデー〜」（青山RizM）
- 2月19日、「アイドルよ覚醒せよ vol.25」（クラブクアトロ）
- 2月25日、「mysta festa〜idol stage」（WALL&WALL）
- 3月4日、「選ばれしダイヤの原石たち Vol.12〜200人集まらなかったらCD発売中止【入場無料LIVE】〜」（青山RizM）
- 4月16日、「選ばれしダイヤの原石たち Vol.13」（青山RizM）
- 4月30日、「Tokyo Night is 桃源郷」（方南町Mboxx）
- 4月30日、デジタルシングル「TO源KYO」を配信リリース
- 5月5日、「選ばれしダイヤの原石たち Vol.14」（方南町Mboxx）
- 7月7日、2nd Single「GALAPAGOS」発売、ラストライブ「GALAPAGOS NIGHT」(方南町Mboxx）を開催し解散 [7]。

## メンバー
| 氏名                      | ニックネーム | 生年月日（年齢）       | 出身地 | キャッチコピー                | 属性             |
| ------------------------- | ------------ | ---------------------- | ------ | ----------------------------- | ---------------- |
| 玉野 真乃愛 たまの まのあ | まのまの     | 1997年7月29日（27歳）  | 愛知県 | ぶっ飛び天むすファンタジスタ  | ファッショニスタ |
| 桜井 ミオ さくらい みお   | みお         | 2000年2月10日（25歳）  | 福島県 | 人造人間なので色々無機質です  | 歌姫             |
| 丸井 杏珠 まるい あんじゅ | あんじー     | 1997年11月18日（27歳） | 千葉県 | 三角？四角？No No No 丸井杏珠 | コメディアン     |